# Matt Pettinger
Matthew Pettinger (né le 22 octobre 1980 à Edmonton en Alberta) est un joueur professionnel canadien de hockey sur glace. Il évoluait au poste d'ailier gauche.

## Biographie

### Carrière de joueur
En 1996, il débute avec l'équipe junior du Salsa de Victoria dans la Ligue de hockey de la Colombie-Britannique. En 1998, il rejoint les rangs universitaires américains en jouant avec les Pioneers de Denver en NCAA. Durant la saison 1999-2000, il quitte l'université et retourne au Canada en jouant pour les Hitmen de Calgary de la Ligue de hockey de l'Ouest.  Il est choisi au deuxième tour, 43e rang au total, au cours du repêchage d'entrée dans la LNH 2000 par les Capitals de Washington. 
En 2000-2001, il débute dans la Ligue nationale de hockey avec les Capitals. Durant le lock-out 2004-2005 de la LNH, il part en Slovénie. Il joue avec le HDD Olimpija Ljubljana dans le championnat local et dans l'Interliga. 
Le 26 février 2008, il est échangé aux Canucks de Vancouver en retour de Matt Cooke. En octobre 2008, il est placé au ballotage par les Canucks et est réclamé par le Lightning de Tampa Bay, équipe avec laquelle il joue 59 parties. En 2009, il retourne avec les Canucks mais passe la majorité de la saison dans la Ligue américaine de hockey avec le Moose du Manitoba.
En 2010, il part en Allemagne et rejoint le Kölner Haie. Après deux saisons, il rejoint les Hambourg Freezers et joue trois saisons avec cette équipe avant de se retirer.

### Carrière internationale
Il représente le Canada. En 2000, il fait partie de l'équipe médaillée de bronze aux mondiaux juniors. En 2006, il participe au championnat du monde senior et son équipe termine quatrième.

## Statistiques

### En club
| Saison     | Équipe                 | Ligue             |     | Saison régulière | Saison régulière | Saison régulière | Saison régulière | Saison régulière |   | Séries éliminatoires | Séries éliminatoires | Séries éliminatoires | Séries éliminatoires | Séries éliminatoires |
| Saison     | Équipe                 | Ligue             | PJ  | B                | A                | Pts              | Pun              | PJ               | B | A                    | Pts                  | Pun                  |                      |                      |
| 1996-1997  | Salsa de Victoria      | BCHL              | 49  | 22               | 14               | 36               | 31               | -                | - | -                    | -                    | -                    |                      |                      |
| 1997-1998  | Salsa de Victoria      | BCHL              | 55  | 20               | 22               | 42               | 52               | 7                | 5 | 1                    | 6                    | 8                    |                      |                      |
| 1998-1999  | Pioneers de Denver     | NCAA              | 38  | 6                | 14               | 20               | 52               | -                | - | -                    | -                    | -                    |                      |                      |
| 1999-2000  | Pioneers de Denver     | NCAA              | 19  | 2                | 6                | 8                | 49               | -                | - | -                    | -                    | -                    |                      |                      |
| 1999-2000  | Hitmen de Calgary      | LHOu              | 27  | 14               | 6                | 20               | 41               | 11               | 2 | 6                    | 8                    | 30                   |                      |                      |
| 2000-2001  | Pirates de Portland    | LAH               | 64  | 19               | 17               | 36               | 92               | 2                | 0 | 0                    | 0                    | 4                    |                      |                      |
| 2000-2001  | Capitals de Washington | LNH               | 10  | 0                | 0                | 0                | 2                | -                | - | -                    | -                    | -                    |                      |                      |
| 2001-2002  | Pirates de Portland    | LAH               | 9   | 3                | 3                | 6                | 24               | -                | - | -                    | -                    | -                    |                      |                      |
| 2001-2002  | Capitals de Washington | LNH               | 61  | 7                | 3                | 10               | 44               | -                | - | -                    | -                    | -                    |                      |                      |
| 2002-2003  | Pirates de Portland    | LAH               | 69  | 14               | 13               | 27               | 72               | 3                | 0 | 2                    | 2                    | 2                    |                      |                      |
| 2002-2003  | Capitals de Washington | LNH               | 1   | 0                | 0                | 0                | 0                | -                | - | -                    | -                    | -                    |                      |                      |
| 2003-2004  | Capitals de Washington | LNH               | 71  | 7                | 5                | 12               | 37               | -                | - | -                    | -                    | -                    |                      |                      |
| 2004-2005  | HDD Olimpija Ljubljana | Interliga         | 7   | 2                | 4                | 6                | 41               | -                | - | -                    | -                    | -                    |                      |                      |
| 2004-2005  | HDD Olimpija Ljubljana | Državno Prvenstvo | 1   | 0                | 1                | 1                | 0                | -                | - | -                    | -                    | -                    |                      |                      |
| 2005-2006  | Capitals de Washington | LNH               | 71  | 20               | 18               | 38               | 39               | -                | - | -                    | -                    | -                    |                      |                      |
| 2006-2007  | Capitals de Washington | LNH               | 64  | 16               | 16               | 32               | 22               | -                | - | -                    | -                    | -                    |                      |                      |
| 2007-2008  | Capitals de Washington | LNH               | 56  | 2                | 5                | 7                | 25               | -                | - | -                    | -                    | -                    |                      |                      |
| 2007-2008  | Canucks de Vancouver   | LNH               | 20  | 4                | 2                | 6                | 11               | -                | - | -                    | -                    | -                    |                      |                      |
| 2008-2009  | Moose du Manitoba      | LAH               | 2   | 3                | 0                | 3                | 0                | -                | - | -                    | -                    | -                    |                      |                      |
| 2008-2009  | Lightning de Tampa Bay | LNH               | 59  | 8                | 7                | 15               | 24               | -                | - | -                    | -                    | -                    |                      |                      |
| 2009-2010  | Moose du Manitoba      | LAH               | 54  | 14               | 16               | 30               | 31               | -                | - | -                    | -                    | -                    |                      |                      |
| 2009-2010  | Canucks de Vancouver   | LNH               | 9   | 1                | 2                | 3                | 6                | 1                | 0 | 0                    | 0                    | 0                    |                      |                      |
| 2010-2011  | Kölner Haie            | DEL               | 44  | 14               | 31               | 45               | 32               | 5                | 1 | 2                    | 3                    | 2                    |                      |                      |
| 2011-2012  | Kölner Haie            | DEL               | 52  | 14               | 23               | 37               | 40               | 6                | 2 | 4                    | 6                    | 6                    |                      |                      |
| 2012-2013  | Hambourg Freezers      | DEL               | 49  | 9                | 20               | 29               | 42               | 6                | 1 | 3                    | 4                    | 2                    |                      |                      |
| 2013-2014  | Hambourg Freezers      | DEL               | 47  | 12               | 16               | 28               | 18               | 12               | 3 | 1                    | 4                    | 4                    |                      |                      |
| 2014-2015  | Hambourg Freezers      | DEL               | 38  | 8                | 11               | 19               | 32               | 7                | 2 | 0                    | 2                    | 0                    |                      |                      |
| Totaux LNH | Totaux LNH             | Totaux LNH        | 422 | 65               | 58               | 123              | 210              | 1                | 0 | 0                    | 0                    | 0                    |                      |                      |

### En équipe nationale
| Année | Compétition                 |   | PJ | B | A | Pts | Pun | +/-                |  | Résultat |
| 1999  | Championnat du monde junior | 2 | 1  | 0 | 1 | 2   |     | Médaille d'argent  |  |          |
| 2000  | Championnat du monde junior | 7 | 4  | 0 | 4 | 4   | 0   | Médaille de bronze |  |          |
| 2006  | Championnat du monde        | 8 | 1  | 0 | 1 | 4   | -1  | Quatrième place    |  |          |